# Laima Tessera
Pour les articles homonymes, voir Laima (homonymie).
Laima Tessera est une région formée de tesserae située sur la planète Vénus par 55° N et 48,5° E, au sud-est de Fortuna Tessera, qui forme la moitié orientale d'Ishtar Terra. Sensiblement moins élevée que Fortuna (son altitude culmine autour de 3 000 m), elle est bordée au sud-ouest par Bereghinya Planitia, au sud-est par Leda Planitia et au nord-est par Audra Planitia.
La région porte le nom de Laima, déesse lettone et lituanienne du destin.